# Marócsa
Marócsa é um município da Hungria, situado no condado de Baranya. Tem 11,38 km² de área e sua população em 2019 foi estimada em 78 habitantes.